# Подени (Валча)
Подени (рум. Podeni) насеље је у Румунији у округу Валча у општини Перишани. Oпштина се налази на надморској висини од 818 m.

## Становништво
Према подацима из 2002. године у насељу је живело 114 становника, од којих су сви румунске националности.